# Trabzonspor A 2
Il Trabzonspor A 2 è la squadra di calcio delle riserve del Trabzonspor. Il club partecipa alla A2 Ligi, la massima competizione giovanile in Turchia ed è stato fondato nel 1972 dall'ex calciatore ed allenatore del Trabzonspor Özkan Sümer.
Attualmente il Trabzonspor A2 è composto da giocatori di età compresa tra i 18 e i 20 anni.
Ha giocato due stagioni nella TFF 1. Lig dal 1987 al 1989.

## Rosa
| N. |                    | Ruolo | Calciatore          |
| -- | ------------------ | ----- | ------------------- |
| 1  | Turchia (bandiera) | P     | Mücahit Atalay      |
|    | Turchia (bandiera) | P     | Cemil Şahin         |
|    | Turchia (bandiera) | P     | Yücel Solak         |
| 5  | Turchia (bandiera) | D     | Mert Ege Özeren     |
| 5  | Turchia (bandiera) | D     | Rasimcan Değirmenci |
|    | Turchia (bandiera) | D     | Emre Özkan          |
|    | Turchia (bandiera) | D     | Hüseyin Kayıkçı     |
|    | Turchia (bandiera) | D     | Miraç Bulut         |
|    | Turchia (bandiera) | D     | Sinan Altınel       |

| N. |                    | Ruolo | Calciatore             |
| -- | ------------------ | ----- | ---------------------- |
|    | Turchia (bandiera) | D     | Şahin Çakır            |
| 61 | Turchia (bandiera) | C     | Furkan Sönmez          |
|    | Turchia (bandiera) | C     | Habib Şen              |
|    | Turchia (bandiera) | C     | Levent Küçüker         |
|    | Turchia (bandiera) | C     | Muhammet Mevdudi Meriç |
|    | Turchia (bandiera) | C     | Semih Kaya             |
|    | Turchia (bandiera) | A     | Mustafa Akgün          |
|    | Turchia (bandiera) | A     | Sefa Sandıkçı          |

## Statistiche
- TFF 1. Lig: 1987-1989
- TFF 2. Lig: ?